# Суђење за убиство
„Суђење за убиство” (енгл. The Trial for Murder) је приповетка британског писца Чарлса Дикенса написана 1865. године. Првобитно је објављена под насловом „Узети са резервом” у колекцији божићног издања часописа All the Year Round. Следеће године је објављена у збирци прича о духовима познатој као „Три приче о духовима”, заједно са „Уклетом кућом” и „Скретничарем”.

## Радња
У овој натприродној хорор причи дух жртве убиства се више пута појављује пред председником пороте на суђењу за његово убиство и узнемирава поротнике и сведоке током судског поступка како би се осигурало да осумњичени убица буде оптужен.

## Могућа инспирација
Након што је прочитао „Причу старе медицинске сестре” Елизабет Гаскел, Дикенс је био критичан према њеном завршетку где су сви ликови могли да виде духа. Сматрао је да је превише сличан другим познатим делима, као што су прикази духова Вилијама Шекспира, као и да би читаоцима био незанимљив.
Дикенс писао Гаскеловој: „Не сумњам, у складу са сваким принципом уметности који ми је познат од Шекспира надаље, да слабите ужас приче тако што на крају натерате све ликове да виде фантоме. И савршено сам уверен да ће најбољи читаоци засигурно доћи до истог овог открића. Nous verrons.”
Ово је касније инспирисало главни концепт у оквиру „Суђења за убиство”, према којем је ужас требало да се постигне кроз двосмисленост и нејасноћу.

## Теме

### Двосмисленост
Од почетка приче, Дикенс ствара ниво двосмислености који се одржава кроз целу причу. То се види из самог првобитног наслова „Узети са резервом” који читаоцу сугерише да задржи одређени степен скептицизма и сумње док чита причу.
Осим тога, приповедач почиње причу потврдом свог кредибилитета и разума, размишљајући о томе да је много лакше поделити реална искуства него натприродна. Међутим, ретроспективна природа нарације и његово инсистирање на његовој веродостојности могу указивати на непоузданост. Ово је додатно отежано ограниченом наративном перспективом и наративним репликама, при чему је приповедач био једина особа која је могла да види духа.
Двосмисленост приче отворила је тумачења приче која се врте око три главна концепта: или приповедач лаже, или говори истину, или је поремећен.

### Критика викторијанског правосудног система
Убица може бити оправдано оптужен само када дух жртве утиче на суђење, што износи аргумент да правосудни систем може бити праведан само под натприродним околностима.
Међутим, приказ приповедачеве способности да сагледа идиотизам поротника и корупцију сведока да наставе да се боре за праву казну такође може да тврди да сваки појединац има сопствену моћ да устане против корупције распрострањене у викторијанском правосудном систему.

## Упитно ауторство
Иако се прича обично приписује само Дикенсу, неки сматрају да је написана у сарадњи између Дикенса и Чарлса Олстона Колинса.
Разлог овоме је нетипична употреба духова у причи. Дикенсови духови су „увек нешто више од обичних духова на било који конвенционални, готички, схваћени начин” због чињенице да Дикенсове приче о духовима обично имају облик алегорије. Штавише, ликови у причи не помињу Дикенсово детињство или претходни живот, као што то обично чине његове друге приче о духовима.
Још једна кључна разлика између приказа духа у овој приповеци и Дикенсових типичних духова је његова двосмисленост. Док је већина Дикенсових духова детаљно описана, јединствени опис духа у овој причи био је да је „његово лице било боје нечистог воска”.
Због тога, стручњаци су спекулисали да је прича заправо написана у сарадњи између Колинса и Дикенса јер је сличнија конвенционалним причама о духовима написаним у том временском периоду. Значајни стручњаци који су износили такве тврдње су Дебора Томас у књизи Дикенс и приповетка, као и Харолд Орел, виши стручњак за Дикенса, који је сугерисао да је „Суђење за убиство” написао Чарлс Олстон Колинс, као и да га је само прерадио Чарлс Дикенс.